# شهبازپور تاون، بنگلادش
 شهبازپور تاون، بنگلادش (به لاتین: Shahbazpur Town, Bangladesh) یک منطقهٔ مسکونی در بنگلادش است که در استان چیتاگونگ واقع شده‌است.